# Batalha de Anfípolis
Batalha de Anfípole, ou de Anfípolis, foi uma batalha da guerra do Peloponeso, entre forças espartanas e atenienses.

Mapa de Anfípolis

No décimo ano da Guerra do Peloponeso, quando Alceu era arconte de Atenas  e Lúcio Sérgio Fidenato e seu colega cônsules romanos, os
atenienses elegeram como general Cléon, líder do partido popular, e o enviaram para a Trácia, com a missão de capturar Escione,  que estava sob cerco desde o ano anterior.
Cléon capturou a cidade de Torone, vendeu as mulheres e crianças como escravas, e enviou a guarnição sob ferros para Atenas.
Sabendo que Brásidas estava acampado perto de Anfípolis, avançou contra os lacedemônios;  na batalha que se seguiu, ambos generais morreram, mas a vitória foi lacedemônia, e os atenienses recuperaram os corpos dos seus mortos após uma trégua.
Argileonis, a mãe de Brásidas, ao ouvir da morte do filho, e que, dos lacedemônios, ele era o melhor, respondeu que ele era um homem bravo, mas era inferior a vários outros.
Após a batalha, atenienses e lacedemônios concordam com uma trégua de cinquenta anos, com a troca de prisioneiros e a devolução das cidades capturadas durante a guerra.